# Protaetia flutschiana
Protaetia flutschiana är en skalbaggsart som beskrevs av Olivier Montreuil och Legrand 2008. Protaetia flutschiana ingår i släktet Protaetia och familjen Cetoniidae. Inga underarter finns listade i Catalogue of Life.